# Bartolomeo Zamberti
Bartolomeo Zamberti est un philologue italien, l’un des plus anciens traducteurs d’Euclide.

## Biographie
Bartolomeo Zamberti était vénitien, actif au début du XVe siècle. À la version des Éléments du géomètre grec, il joignit celle des Commentaires de Théon et d’Hypsiclès et des fragments tirés de Pappus. Ce recueil parut à Venise, 1505, in-fol. ; il fut réimprimé à Paris, Henri Estienne, 1516, et Bâle, Hervagius, 1537, même format. Oronce Fine, mathématicien français, prit la version de Zamberti pour base de son travail sur la géométrie d’Euclide, et il y rattacha son commentaire sur les six premiers livres, Paris, 1536, in-fol. On ne peut se dissimuler cependant que Zamberti ne fût plus habile en grec qu’en géométrie. Sa version, erronée en nombre d’endroits, est abandonnée depuis longtemps ; mais il n’en a pas moins le mérite d’avoir ouvert la route à ceux qui l’ont suivi (voy. Montucla, Hist. des mathémat.).
Zamberti cultivait la poésie. On lui doit une comédie latine intitulée Dolotechne, Venise, 1504, in-4°. Les abréviateurs de la Bibliotheca universalis de Gessner en citent une édition sortie des presses d’Hervagius, mais sans indiquer la date ni le format. C’est un des premiers essais de l’art dramatique en Italie de la Renaissance ; et sous ce rapport cette pièce mérite l’attention des curieux.
Enfin, Zamberti, selon toute apparence, est l’auteur d’une description des îles des Cyclades en autant de sonnets, qui porte ce titre : Carte del mare Egeo in rime da Bartolomeo da li sonetti. Il en existe au moins deux éditions, l’une sans lieu ni date (vers 1477), in-folio ; l’autre, datée de 1532, in-folio. Les cartes, gravées sur bois, ont été dessinées dans les localités elles-mêmes, à ce qu’annonce l’auteur. L’ouvrage est écrit en dialecte vénitien. Les deux éditions, toutes deux rares et recherchées, sont décrites en détail au Manuel du libraire de M. J. Ch. Brunet (mot Bartholomeo). On trouve des détails sur cet auteur dans les Scrittori Veneziani du P. Degli Agostini, t. 2, p. 572.

## Source
- « Bartolomeo Zamberti », dans Louis-Gabriel Michaud, Biographie universelle ancienne et moderne : histoire par ordre alphabétique de la vie publique et privée de tous les hommes avec la collaboration de plus de 300 savants et littérateurs français ou étrangers, 2e édition, 1843-1865 [détail de l’édition]